# Lev Aleksandrovič Tichomirov
Lev Aleksandrovič Tichomirov, in russo Лев Александрович Тихомиров? (Gelendžik, 31 gennaio 1852 – Sergiev Posad, 10 ottobre 1923), è stato un giornalista, scrittore e rivoluzionario russo.
Tra i fondatori di Narodnaja Volja e poi rifugiato all'estero, rinnegò le sue idee e tornò in Russia diventando un collaboratore del regime zarista.

## Biografia

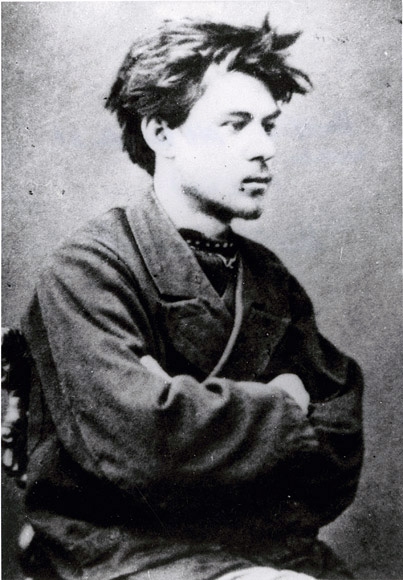
Tichomirov da giovane

Figlio di un medico dell'esercito, dopo gli studi ginnasiali a Odessa, dal 1870 frequentò l'Università l'Università di Mosca, entrando a far parte del Circolo Čajkovskij. Arrestato nel novembre del 1873, nel «processo dei 193» fu condannato a quattro anni di carcere.
Nel 1878 divenne un attivista di Zemlja i Volja e nel 1879 fu tra i fondatori di Narodnaja Volja, membro del suo Comitato esecutivo e uno dei suoi principali teorici. Favorevole al regicidio, non partecipò però all'organizzazione dell'attentato del 13 marzo 1881 contro Alessandro II. Evitò la cattura nel 1882 riparando in Svizzera e poi a Parigi, dove con Lavrov pubblicò il «Vestnik Narodnoj Voli» (Notiziario di Narodnaja Volja).
Nel 1888 rinunciò pubblicamente alle proprie convinzioni rivoluzionarie, scrivendo l'opuscolo Perché ho smesso di essere un rivoluzionario. Anche nella prefazione alla seconda edizione del suo libro La Russie politique et sociale scrisse che la rivoluzione in Russia era impossibile e invitò gli oppositori dell'autocrazia a collaborare con il regime zarista. Dopo aver trattato con le autorità e chiesto perdono per la sua passata attività, ottenne il permesso di rientrare in Russia senza subire conseguenze. Giunto a Pietroburgo, rese omaggio alla tomba di Alessandro II.
Tra i redattori delle pubblicazioni reazionarie «Moskovskie vedomosti» (Notizie di Mosca) e «Russkoe obozrenie» (Rivista russa), vi difese il principio dell'autocrazia. Dopo la rivoluzione del 1905, si dichiarò favorevole all'esistenza della Duma, a condizione che ne facessero parte solo elementi disposti a collaborare lealmente con il governo. Nel 1907 fu invitato da Stolypin a formulare una bozza di riforma del diritto del lavoro. Tichomirov propose il sostegno alle società operaie di mutuo soccorso e l'introduzione delle assicurazioni pensionistiche e contro le malattie e gli infortuni (quest'ultima assicurazione fu approvata dal governo nel 1913). Tichomirov si dichiarò però contrario all'introduzione della giornata lavorativa di otto ore.
Nel 1913 si ritirò a Sergiev Posad, dove visse fino alla morte. Scrisse i Fondamenti religiosi e filosofici della storia, dove concepì la storia umana come eterno sviluppo della religione, le cui idee si ripresentano sempre in nuove forme. Non prese alcuna posizione pubblica contro la rivoluzione del 1917, preferendo ritirarsi da ogni attività.

## Giudizi
Ol'ga Ljubatovič, membro di Zemlja i Volja e di Narodnaja Volja, dedicò nelle sue Memorie alcune osservazioni sulla figura di Tichomirov. Ella afferma che la principale attività di Tichomirov in Narodnaja Volja era la redazione degli articoli del periodico dell'organizzazione. Benché «pieno di talento sul piano letterario», aveva «vedute teoriche molto imprecise» e prive di chiarezza e solidità. Pur sentendo il bisogno di trarre ispirazione dalle idee altrui, essendo orgoglioso evitava di confrontarsi con i propri compagni per evitare che si notasse la «fragilità delle sue opinioni».
La Ljubatovič ricorda un episodio sorprendente. Parlando con lui delle prospettive rivoluzionarie, un giorno Tichomirov le disse di non credere «al successo della causa rivoluzionaria in generale». Richiesto di spiegare perché mai allora lavorasse con dei rivoluzionari, rispose: «Perché qui si trovano i miei vecchi compagni». Ol'ga Ljubatovič scrive di aver guardato quell'uomo magro, «dai piccoli occhi grigi slavati e dai capelli d'un biondo-stoppa e molli», che pareva molto più vecchio dei suoi trent'anni, e di aver provato «un'infinita pietà della sua anima vuota».
Quando, alcuni anni dopo, seppe che Tichomirov aveva chiesto la grazia al governo ed era potuto rientrare in Russia con la propria famiglia, la Ljubatovič non si stupì - scrive - sapendo che «da tempo egli portava un'anima colpita da morte morale», ma anche che «se aveva comprato la propria libertà al prezzo della sua coscienza, al prezzo del suo nome», egli non avrebbe mai denunciato i suoi vecchi compagni. Era «difficile immaginare una sorte più amara di quella di Tichomirov».